# Liber Pater

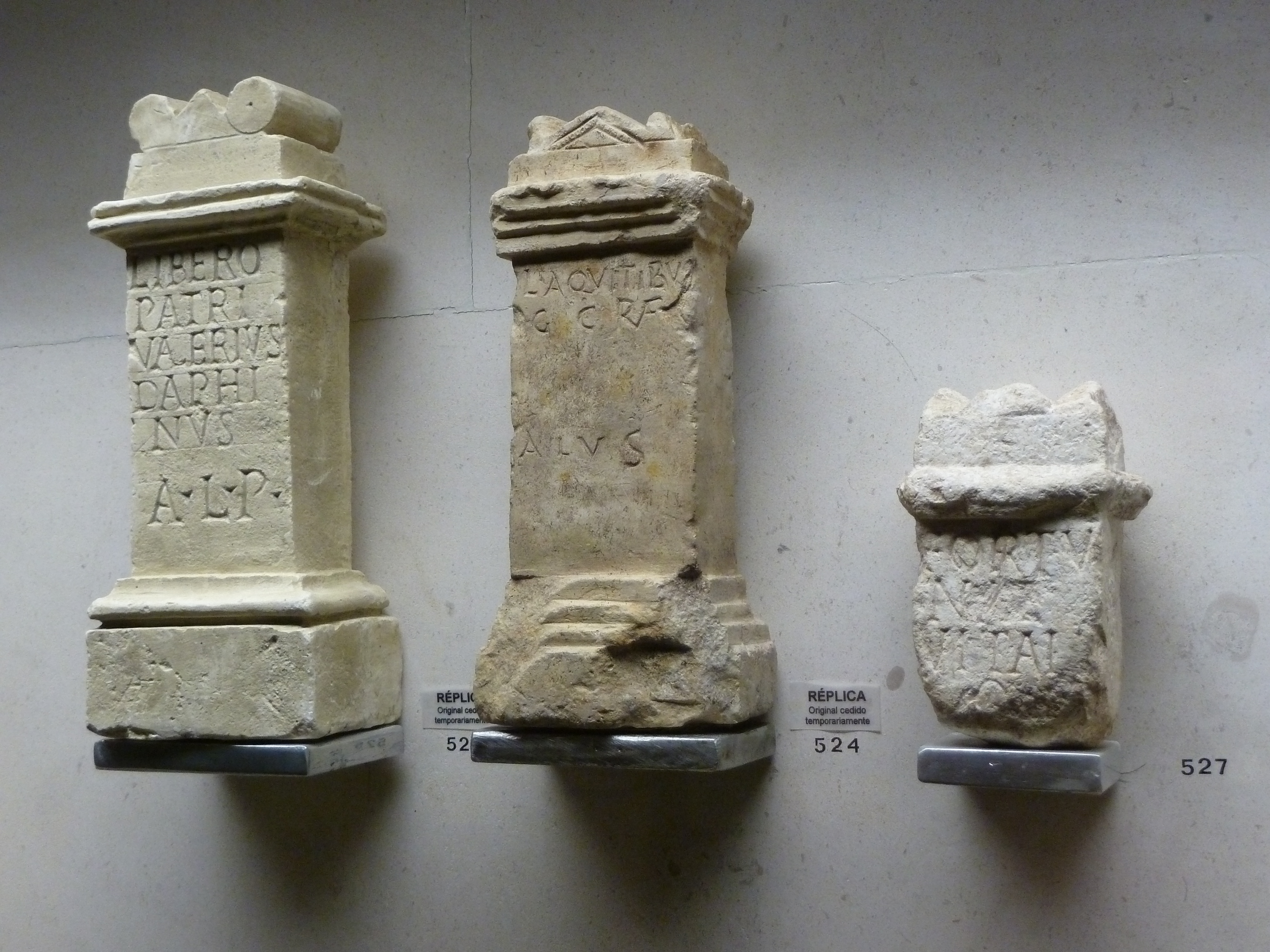
Pietre votive închinate lui Liber Pater

Liber Pater (din latină libare = a stropi, a jertfi, a gusta) este un vechi zeu italic al sporului, al înmulțirii (de obicei asociat cu zeița Libera, ambele fiind divinități plebee).
Sărbătorile consacrate lui se numeau Liberalia. Un sanctuar roman de pe Aventin era închinat unei triade adorate preferențial de plebei: Ceres, Liber, Libera. Mult mai târziu Liber Pater a fost identificat cu Bacchus, iar Libera cu Proserpina.